# Presidente Médici (Rondônia)
Ne doit pas être confondu avec Presidente Médici.
Presidente Médici est une municipalité brésilienne située dans l'État du Rondônia.
Elle est nommée en l'honneur de Emílio Garrastazu Médici.